# Xu Mian (plongeon)
Pour les articles homonymes, voir Xu Mian et Xu.
Xu Mian (chinois simplifié 许冕; chinois traditionel 許冕; en pinyin Xǚ Miǎn; née le 21 février 1987 à Yangzhou) est une plongeuse chinoise spécilisée dans le plongeon à 10 m.
Elle a remporté le titre de championne du monde du plongeon à 10 m aux Championnats du monde de natation 2001 de Fukuoka au Japon devançant sa compatriote Duan Qing qui termine seconde et l'australienne Loudy Tourky qui termine 3e,.

## Palmarès

### Championnats du monde
- Championnats du monde de 2001 à Fukuoka (Japon) :
  -  Médaille d'or au plongeon à 10m.

### Jeux de l'Asie de l'Est
- Jeux de l'Asie de l'Est 2005 (en) à Macao[3] :
  -  Médaille de bronze au plongeon à 3m.

### Grand Prix de la FINA
- Third FINA Grand Prix Bangkok (Thaïlande) 2000
  -  Médaille de bronze au plongeon à 10 m[4]
- Canada Pantene Pro-V 2001 (4e étape du Grand Prix) à Montréal (Canada)[5] :
  -  Médaille de bronze au plongeon à 10m.